# Modrosójka błękitna
Modrosójka błękitna (Cyanocitta cristata) – gatunek średniego ptaka z rodziny krukowatych (Corvidae). Zamieszkuje bardzo duży obszar wschodniej części Ameryki Północnej od Nowej Fundlandii na północnym wschodzie do Florydy na południowym wschodzie, ku zachodowi do Teksasu, poprzez środkową część kontynentu, aż po północ stanu Kolorado. Na zachód od Gór Skalistych występuje jego bliski kuzyn, modrosójka czarnogłowa.
Mimo że ptak ten jest generalnie widywany przez cały rok na zamieszkiwanym obszarze, część osobników z północnych terenów migruje na południowe obszary USA.

## Systematyka
Wyróżniono kilka podgatunków C. cristata:
- C. cristata bromia – południowa Kanada i środkowe USA.
- C. cristata cristata – wschodnio-środkowe i południowo-wschodnie USA.
- C. cristata semplei – południowa Floryda.
- C. cristata cyanotephra – zachodnio-środkowe USA.

## Charakterystyka
Wygląd zewnętrznyBrak dymorfizmu płciowego, samce są jedynie nieco większe. Upierzenie na czubku głowy i grzbiecie jest lawendowe, im niżej tym odcień niebieskiego jest ciemniejszy. Skrzydła i ogon jasnoniebieskie z gęstym czarnym prążkowaniem oraz pojedynczymi białymi paskami. Spód ciała i kuper białawe. Część twarzowa głowy jest biała, na szyi i boku głowy czarna opaska. Dziób, nogi i oczy czarne. Na czubku głowy ma pióropusz, który może kłaść lub stawiać zależnie od nastroju (u ptaków podekscytowanych czy atakujących jest podniesiony, u przestraszonych – zjeżony, a w spoczynku czy podczas żerowania – położony płasko).
Podobnie jak u innych ptaków o niebieskim upierzeniu, kolor nie pochodzi od barwnika, lecz jest efektem rozszczepienia wiązki światła w specjalnej strukturze pióra i odbicia widma niebieskiego.
Rozmiarydługość ciała ok. 22–30 cm, rozpiętość skrzydeł ok. 34–43 cm
Masa ciałaok. 70–100 g
GłosModrosójki błękitne mają szeroki repertuar głosów, przy czym poszczególne osobniki mogą różnić się pod tym względem. Podobnie jak inne krukowate, modrosójki potrafią naśladować inne dźwięki, np. wołania ptaków drapieżnych czy mowę ludzką. Najczęstszy głos to głośne, podobne do mewich okrzyki.

## Środowisko
Jest to ptak lasów mieszanych z udziałem buków i dębów, jak również ogrodów i parków w małych miejscowościach i miastach.

## Pożywienie
Pożywienia poszukuje zarówno na ziemi, jak i wśród drzew. Mocny dziób jest przystosowany do rozłupywania żołędzi, buczyny, nasion chwastów i zbóż czy orzeszków ziemnych, jednak pożywienie zawiera również owoce, mięso, jaja, pisklęta, małe bezkręgowce oraz resztki jedzenia pozostawionego w parkach.

## Lęgi

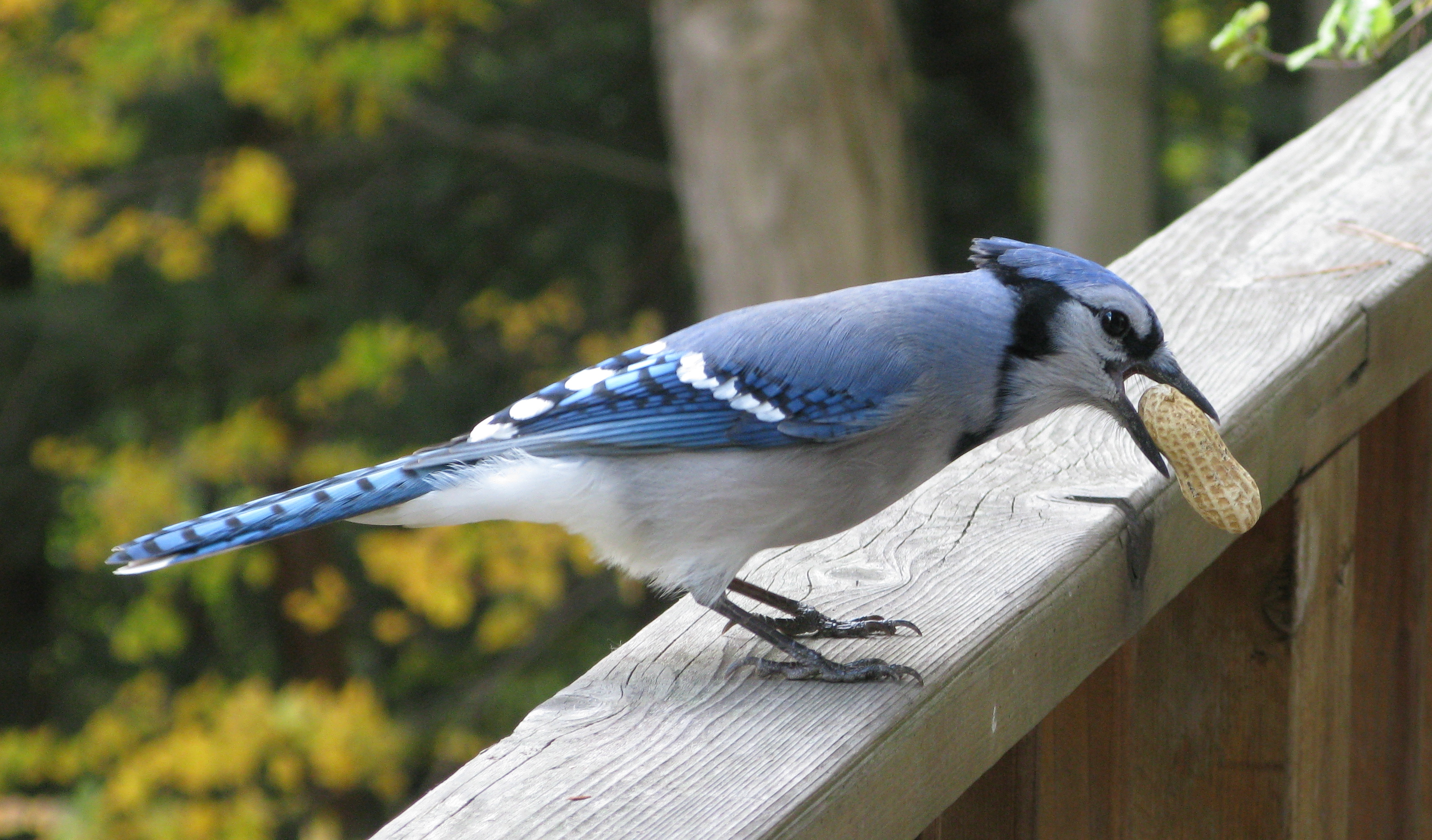
Modrosójka błękitna z orzeszkiem ziemnym w dziobie

Okres lęgowy trwa od połowy marca do lipca, ale jego szczyt przypada na okres od połowy kwietnia do maja.
Do zagnieżdżenia może być użyte każde odpowiednie drzewo lub duży krzew. Gniazdo jest umieszczane na wysokości od 3 do 10 m, zbudowane w formie czarki z gałązek, korzonków, pasków kory, mchu i innych części roślin, a także skrawków tkanin, papieru i piór.
Samiec i samica budują gniazdo i wysiadują jaja, ale tylko samica opiekuje się pisklętami. Samica zazwyczaj znosi 4–5 jaj i wysiaduje je przez okres 16–18 dni. Młode pierzą się po ok. 17–21 dniach od wyklucia. Ptaki tworzą pary na całe życie.

## Status
IUCN uznaje modrosójkę błękitną za gatunek najmniejszej troski (LC, Least Concern) nieprzerwanie od 1988 roku. Organizacja Partners in Flight szacuje liczebność populacji lęgowej na około 13 milionów osobników. Trend liczebności populacji oceniany jest jako stabilny.

## Znaczenie w kulturze człowieka
Modrosójka błękitna jest symbolem kanadyjskiej prowincji Wyspa Księcia Edwarda oraz klubu baseballowego Toronto Blue Jays. Jest także jedną z głównych postaci w serialu animowanym Zwyczajny serial.